# 오키 공항
오키 공항(隠岐空港)(IATA: OKI, ICAO: RJNO)은 일본 오키 제도의 도고섬에 있는 공항으로 1965년 8월 1,200×30m의 활주로가 건설되었으며 현재는 2,000 m의 활주로가 설치된 3등급 공항이며 애칭은 오키 세계 지오파크 공항(隠岐世界ジオパーク空港)이다.

## 연혁
- 1965년 8월 - 공항 개장. 활주로 길이 1200 m, 폭 30 m. 요나고 공항 부정기편 운항개시.
- 1966년 7월 - 이즈모 공항 부정기편 운항개시
- 1968년 7월 - 제3종 공항으로 지정됨. 요나고 공항, 이즈모 공항 정기편 운항개시
- 1975년 4월 - 오사카 이타미 공항편 운항개시
- 1978년 11월 - 활주로 공사로 사용중지
- 1979년 4월 - 활주로 확장. 길이 1500 m, 폭 45 m
- 1998년 4월 - 요나고 공항편 폐지
- 1999년 7월 - 구공항 남쪽 인접지역에 신공항 건설공사 개시
- 2006년 7월 - 신공항 사용개시. 활주로 길이 2000 m, 폭 45 m. 구공항 폐지

## 운항 노선

### 국내선
| 항공사           | 목적지         |
| ---------------- | -------------- |
| 일본 에어 커뮤터 | 이즈모         |
| J-에어           | 오사카(이타미) |

## 같이 보기
- 오키 제도
- 독도
- 울릉공항
- 사이고항